# Barry Jones (cầu thủ bóng đá)
Barry Jones (sinh ngày 30 tháng 6 năm 1970) là một cựu cầu thủ bóng đá người Anh. Ông là một hậu vệ thi đấu hơn 300 trận ở Football League cho Wrexham và York City, và bắt đầu sự nghiệp chuyên nghiệp với Liverpool. Ở Liverpool ông có một lần đá chính, vào sân từ ghế dự bị trong trận đấu tại UEFA Cup trước Kuusysi Lahti vào tháng 10 năm 1991. Ông thi đấu 36 trận và ghi 2 bàn thắng cho Southport ở Northern Premier League mùa giải 2003-04. Ông có 2 trận thi đấu cho Bangor City sau khi kí hợp đồng vào tháng 8 năm 2006.